# Niel (Antwerpen)

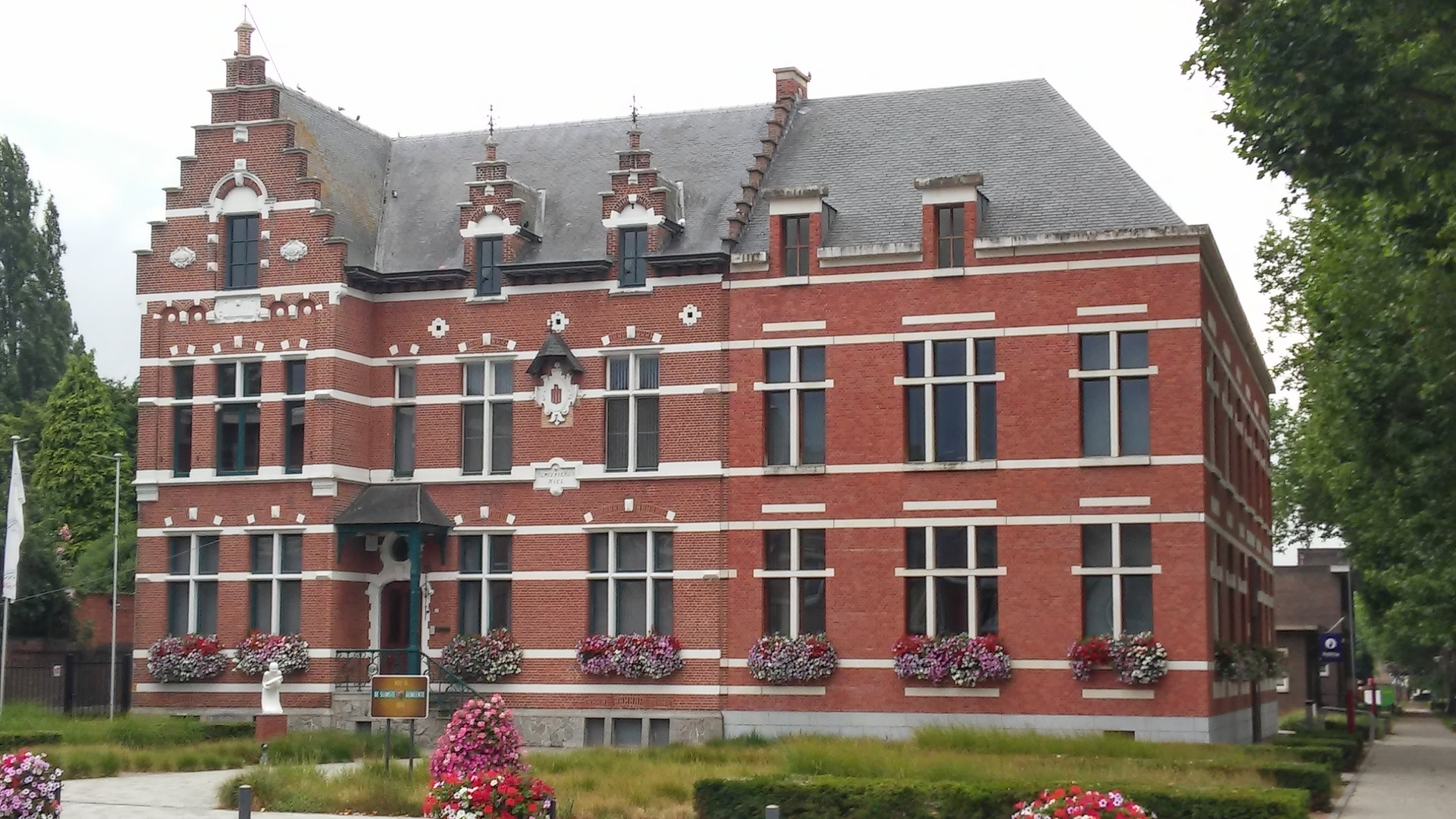
Gemeentehuis

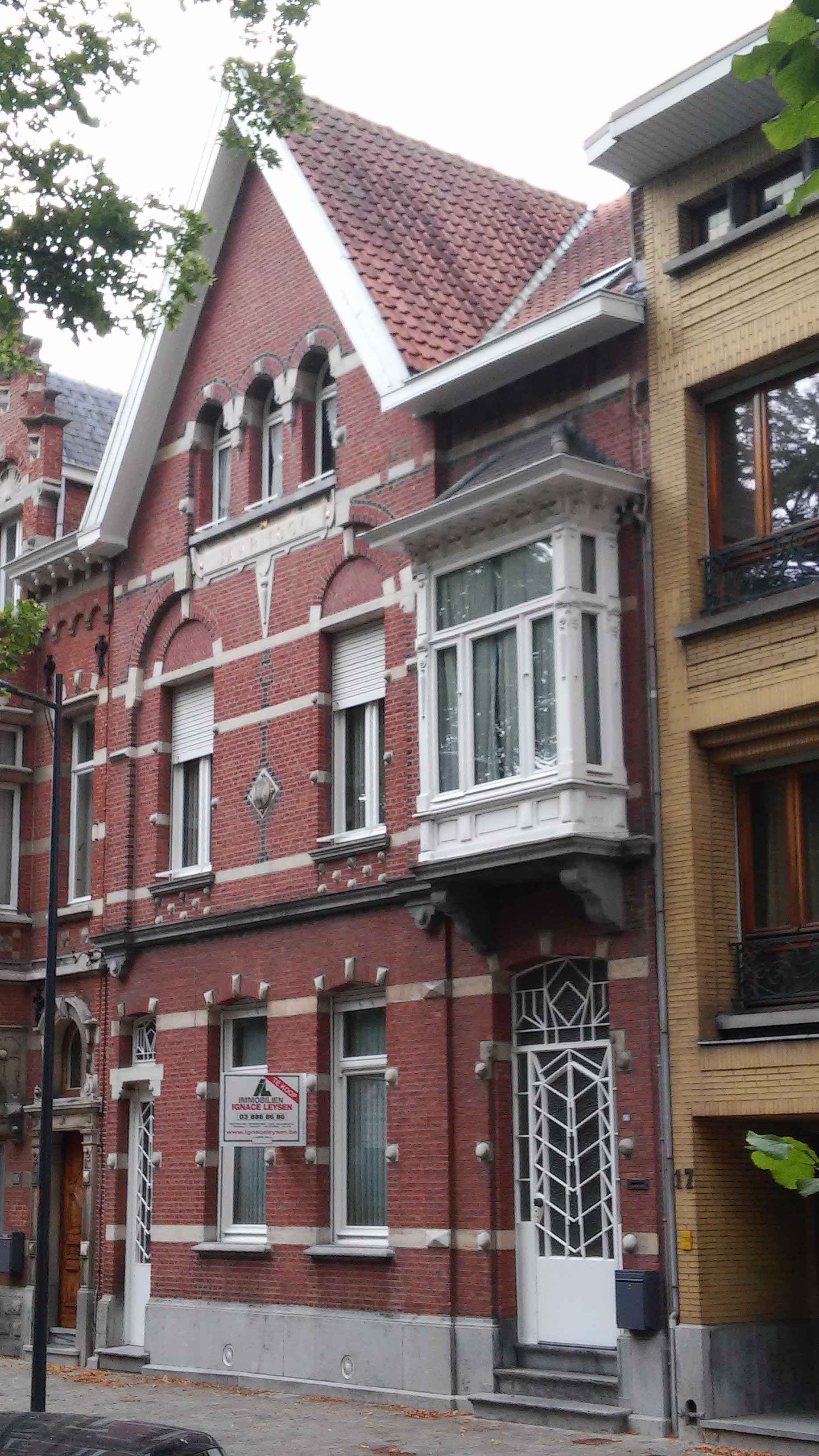
Burgerhuis aan de Sint-Hubertusplein

Niel is een plaats en gemeente in de Belgische provincie Antwerpen. De gemeente telt ruim 11.000 inwoners en ligt ongeveer tien kilometer ten zuiden van de stad Antwerpen, aan de noordelijke rechteroever van de Rupel.
De gemeente wordt begrensd door de Rupel, de Wullebeek en de Nielse beek. Niel profileert zich als culturele en groene gemeente en gebruikt als slogan Niel, parel aan de Rupel. De gemeente behoort tot het kieskanton en het gerechtelijk kanton Boom.

## Toponymie
Het toponiem Niel zou mogelijk afkomstig zijn van het middeleeuwse woord niel met de betekenis "voorover geworpen in de diepte". Dit woord zou volgens de etymologie op haar beurt afkomstig zijn van het Germaanse woord nihwulia of niwaialho (betekenis: "voorover, naar omlaag"). Daarnaast wijst een studie van dorpen met de naam Niel uit dat het steeds plaatsen betreft die zich in een terreinverlaging bevinden. De plaatsnaam Niel kan dan ook verklaard worden als "laaggelegen plaats".

## Geschiedenis

### Gallo-Romeinse periode
Niel is een gemeente met een bijzonder rijk verleden. Zo stelt J. Verbesselt in zijn boek "Het Domein van de Adij van Corelimunster in Brabant, het ontstaan en de ontwikkeling van Puurs" (1968) dat het Hellegat te Niel de enige overgang over de Rupel vormde tussen de monding in de Schelde en Duffel. De auteur concludeerde dan ook dat de Romeinen hier hun Zuid-Noord overgang maakten en de heirbaan Bavai-Asse hier de oversteek maakte richting Utrecht.
Hoewel deze stelling stilaan achterhaald is door bewijsmateriaal, wijst er toch nog een en ander op de aanwezigheid van Romeinen in de gemeente. Wanneer men immers voorgenoemde heirbaan rechtlijnig doortrekt (vanuit Asse) komt men op de Hingense/Wintamse kouter uit en op deze plaats zijn grote hoeveelheden Romeinse munten teruggevonden. Veel wijst er dan ook op dat van hieruit een Romeins veer de oversteek over de Rupel maakte naar de overliggende oever in Niel.
Ten slotte is er voor deze periode nog een sterk vermoeden dat er ook een Keltische weg liep over het grondgebied van de huidige gemeente naar Condacum. De route van deze weg zou de huidige straten Matenstraat, Uitbreidingsstraat, Landbouwstraat en ten slotte Rupelstraat hebben gevolgd. Ter hoogte van de huidige gemeenten Bornem of Sint-Amands zou deze weg de Rupel-barrière hebben genomen.

### Middeleeuwen
De oudste vermelding van het dorp Niel dateert uit 1316, maar de bekende geschiedenis van Niel gaat terug tot 1244 met de bouw van de Sint-Bernardusabdij. Deze voormalige cisterciënzerabdij zou uitgroeien tot een belangrijk religieus en cultureel centrum van zijn tijd en zou dit blijven tot ze tijdens de Franse Revolutie opgeheven zou worden. Niel staat reeds vanaf zijn prille ontstaan bekend als steenbakkersgemeente en werd aanvankelijk gesticht vanuit de moederparochie Kontich, die afhankelijk was van de abdij van Lobbes.
Vervolgens gaat het grondgebied van het huidige Niel over in handen van de Berthouts van Mechelen, onder wier gezag het tot de in 14de eeuw blijft. Omstreeks deze periode werd er in het dorp een eigen schepenbank opgericht. Ook werd de parochie onafhankelijk van Kontich. Het wapenschild van de gemeente Niel is dan ook het wapenschild van de Berthouts met daarop of erboven de kleine letter n.
Daarna wordt het grondgebied verkocht aan achtereenvolgens de familie Van Galres en de familie Wezemaals om ten slotte in 1462 in de handen van de hertogen van Brabant te belanden. In 1505 werd de lage, middelbare en hoge rechtsmacht aangekocht door Gilles Van Berchem die ze evenwel afstond aan Pieter Scheyf. Een jaar later echter komt Niel terug in de handen van de familie Van Berchem tot 1558. In dat jaar werd Karel Hannaert eigenaar van het grondgebied, daarna volgen nog Roger Clarisse (1626), Gerard Reynst (1650), de families Horne (1654) en o'Donnoghue, Papejans van Morchoven en Wirix van Kessel als heren van Niel.

### Moderne tijd
In 1908-1909 werd een klooster met aangebouwde Sint-Hubertusschool gebouwd in neogotische stijl.
In 1976 werd Niel niet gefuseerd met de buurgemeente Boom, waardoor het een van de kleinste gemeenten van de provincie Antwerpen werd. Sinds het begin van de 21e is er wel toenemende druk om te fuseren met Boom en/of Schelle.
Tot midden de jaren zeventig van de twintigste eeuw was Niel economisch zeer actief in de baksteen- en schoennijverheid. De teloorgang van de industriële activiteiten was het begin van het herstel van de natuur op de vele verlaten plekken en kleiputten. Het natuurgebied Walenhoek is hierdoor bijvoorbeeld ontstaan. Veel wandelaars en natuurliefhebbers bezoeken dit natuurgebied. In de omgeving zijn ook veel visvijvers aanwezig, vaak in oude kleiputten, die als zeer goed staan aangeschreven.

## Geografie

### Kernen
Niel heeft geen deelgemeenten. In het zuiden van de gemeente, tegen de grens met Boom, ligt langs de Rupel het gehucht Hellegat.

### Aangrenzende gemeenten
| Aangrenzende gemeenten | Aangrenzende gemeenten | Aangrenzende gemeenten | Aangrenzende gemeenten | Aangrenzende gemeenten |
| ---------------------- | ---------------------- | ---------------------- | ---------------------- | ---------------------- |
|                        |                        | Schelle                |                        | Aartselaar             |
|                        |                        |                        |                        |                        |
|                        | Rumst                  |                        |                        |                        |
|                        |                        |                        |                        |                        |
| Bornem                 |                        | Puurs-Sint-Amands      |                        | Boom                   |

## Bezienswaardigheden

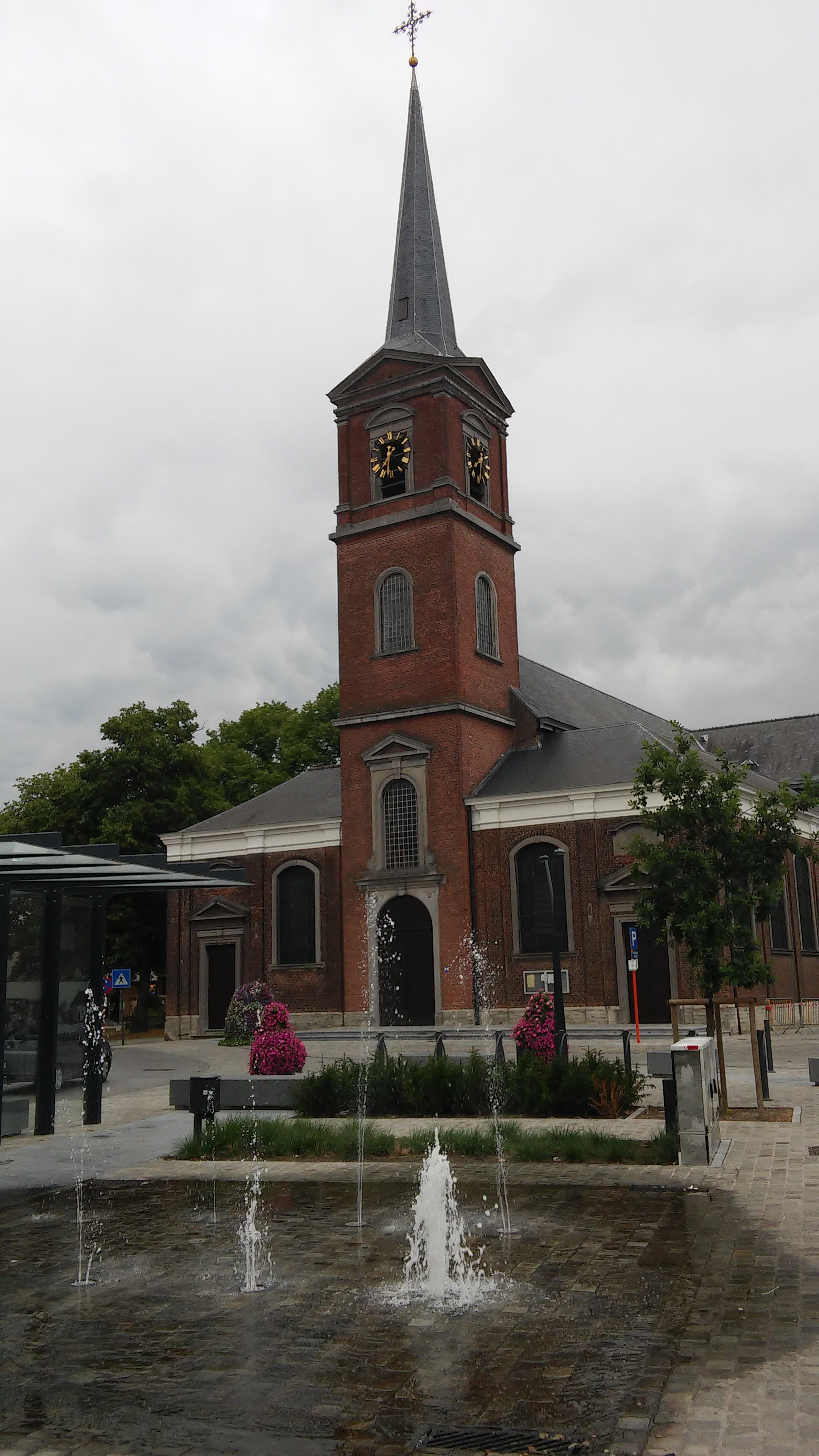
Onze-Lieve-Vrouwkerk

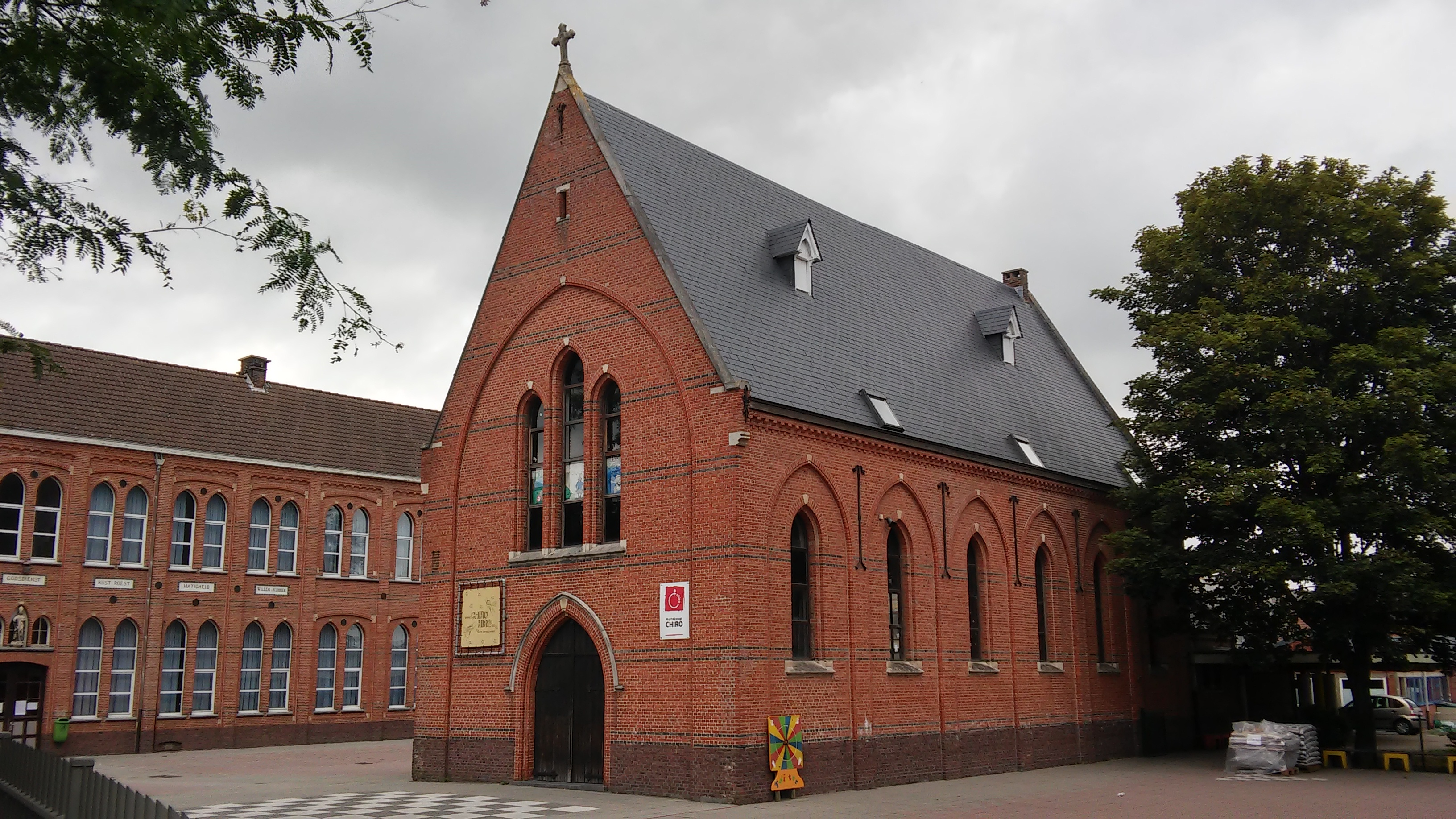
Sint-Hubertusschool met kapel

- Spaans Toreken, een 16de-eeuwse, Spaanse bakstenen toren.
- wetenschapspark Waterfront;
- Hellegat, oude woonbuurt tussen de steenbakkerijen;
- Kasteel van Niel;
- Sint-Hubertusplein met de Onze-Lieve-Vrouwekerk, beschermd dorpsgezicht;
- Het afdraagstertje, een standbeeld van een meisje dat de kinderarbeid in de baksteenindustrie verbeeldt.

## Natuur en landschap
Niel is gelegen aan de Rupel en het grondgebied bestaat voornamelijk uit polderland, met een hoogte van 1-10 meter. In het noorden wordt Niel begrensd door de Wullebeek. Natuurgebieden zijn het Nielderbroeck en de Walenhoek.

## Demografie

### Demografische ontwikkeling
- Bronnen:NIS, Opm:1806 tot en met 1981=volkstellingen; 1990 en later= inwonertal op 1 januari

| Inwoners van jaar tot jaar op 1 januari 1992 tot heden | Inwoners van jaar tot jaar op 1 januari 1992 tot heden | Inwoners van jaar tot jaar op 1 januari 1992 tot heden |
| jaar                                                   | Aantal                                                 | Evolutie: 1992=index 100                               |
| ------------------------------------------------------ | ------------------------------------------------------ | ------------------------------------------------------ |
| 1992                                                   | 7.850                                                  | 100,0                                                  |
| 1993                                                   | 7.861                                                  | 100,1                                                  |
| 1994                                                   | 7.948                                                  | 101,2                                                  |
| 1995                                                   | 7.947                                                  | 101,2                                                  |
| 1996                                                   | 7.977                                                  | 101,6                                                  |
| 1997                                                   | 8.209                                                  | 104,6                                                  |
| 1998                                                   | 8.347                                                  | 106,3                                                  |
| 1999                                                   | 8.418                                                  | 107,2                                                  |
| 2000                                                   | 8.405                                                  | 107,1                                                  |
| 2001                                                   | 8.513                                                  | 108,4                                                  |
| 2002                                                   | 8.555                                                  | 109,0                                                  |
| 2003                                                   | 8.590                                                  | 109,4                                                  |
| 2004                                                   | 8.637                                                  | 110,0                                                  |
| 2005                                                   | 8.714                                                  | 111,0                                                  |
| 2006                                                   | 8.798                                                  | 112,1                                                  |
| 2007                                                   | 8.922                                                  | 113,7                                                  |
| 2008                                                   | 9.154                                                  | 116,6                                                  |
| 2009                                                   | 9.230                                                  | 117,6                                                  |
| 2010                                                   | 9.268                                                  | 118,1                                                  |
| 2011                                                   | 9.387                                                  | 119,6                                                  |
| 2012                                                   | 9.461                                                  | 120,5                                                  |
| 2013                                                   | 9.582                                                  | 122,1                                                  |
| 2014                                                   | 9.833                                                  | 125,3                                                  |
| 2015                                                   | 9.962                                                  | 126,9                                                  |
| 2016                                                   | 10.136                                                 | 129,1                                                  |
| 2017                                                   | 10.236                                                 | 130,4                                                  |
| 2018                                                   | 10.424                                                 | 132,8                                                  |
| 2019                                                   | 10.501                                                 | 133,8                                                  |
| 2020                                                   | 10.546                                                 | 134,3                                                  |
| 2021                                                   | 10.493                                                 | 133,7                                                  |
| 2022                                                   | 10.595                                                 | 135,0                                                  |
| 2023                                                   | 10.799                                                 | 137,6                                                  |
| 2024                                                   | 10.966                                                 | 139,7                                                  |
| 2025                                                   | 11.032                                                 | 140,5                                                  |

## Politiek

### Structuur
De gemeente Niel ligt in het kieskanton Boom, het provinciedistrict Boom, het kiesarrondissement Antwerpen en ten slotte de kieskring Antwerpen.
| Niel             | Niel             | Supranationaal         | Nationaal                         | Nationaal           | Gemeenschap         | Gewest              | Provincie           | Arrondissement  | Provinciedistrict | Kanton          | Gemeente        |
| ---------------- | ---------------- | ---------------------- | --------------------------------- | ------------------- | ------------------- | ------------------- | ------------------- | --------------- | ----------------- | --------------- | --------------- |
| Administratief   | Niveau           | Europese Unie          | België                            | België              | Vlaanderen          | Vlaanderen          | Antwerpen           | Antwerpen       | Antwerpen         | Antwerpen       | Niel            |
| Administratief   | Bestuur          | Europese Commissie     | Belgische regering                | Belgische regering  | Vlaamse regering    | Vlaamse regering    | Deputatie           | Deputatie       | Deputatie         | Deputatie       | Gemeentebestuur |
| Administratief   | Raad             | Europees Parlement     | Kamer van volksvertegenwoordigers | Vlaams Parlement    | Vlaams Parlement    | Vlaams Parlement    | Provincieraad       | Provincieraad   | Provincieraad     | Provincieraad   | Gemeenteraad    |
| Kiesomschrijving | Kiesomschrijving | Nederlands Kiescollege | Kieskring Antwerpen               | Kieskring Antwerpen | Kieskring Antwerpen | Kieskring Antwerpen | Kieskring Antwerpen | Antwerpen       | Boom              | Boom            | Niel            |
| Verkiezing       | Verkiezing       | Europese               | Federale                          | Federale            | Vlaamse             | Vlaamse             | Provincieraads-     | Provincieraads- | Provincieraads-   | Provincieraads- | Gemeenteraads-  |

### Geschiedenis

#### (Voormalige) Burgemeesters
| Periode | Periode      | Burgemeester                       |
| ------- | ------------ | ---------------------------------- |
|         | ...          | Meremans                           |
|         | 1836 - 1848  | Jean Joseph Struyf                 |
|         | 1848 - 1866  | Jan Frans Tuyaerts - Peeters       |
|         | 1866 - 1887  | Hubert Lega                        |
|         | 1888 - ?     | Leopold De Laet                    |
|         | 1891 - ?     | Aimé De Langhe                     |
|         | 1896 - ?     | Laurent Tuyaerts                   |
|         | 1907 - 1919  | Leo Lega                           |
|         | 1921 - 1926  | Emile Dewitt (Kath. Verb.)         |
|         | 1927 - 1938  | Edward Claessens (BWP)             |
|         | 1939 - 1946  | Louis Boeckx (LP)                  |
|         | 1947 - 1974  | August Wyn (BSP)                   |
|         | 1975 - 1981  | Abel Janssens (BSP)                |
|         | 1982 - 1986  | Jan De Borger (SP)                 |
|         | 1987 - 1991  | Hugo Ansems (SP)                   |
|         | 1992 - 2003  | Georges Deckers (SP / sp.a)        |
|         | 2004 - 2011  | Luc Van Linden (sp.a)              |
|         | 2011 - 2012  | Freddy Vermeiren (sp.a)            |
|         | 2013 - 2024  | Tom De Vries (Open Vld)            |
|         | 2024         | Ellen Brits (Open Vld)             |
|         | 2024 - heden | Ingrid Meulders (Vooruit én Groen) |

#### Resultaten gemeenteraadsverkiezingen sinds 1976
| Partij of kartel     | Partij of kartel                                         | 10-10-1976 | 10-10-1976 | 10-10-1982 | 10-10-1982 | 9-10-1988 | 9-10-1988 | 9-10-1994 | 9-10-1994 | 8-10-2000 | 8-10-2000 | 8-10-2006 | 8-10-2006 | 14-10-2012 | 14-10-2012 | 14-10-2018 | 14-10-2018 | 13-10-2024 | 13-10-2024 |
| Stemmen / Zetels     | Stemmen / Zetels                                         | %          | 21         | %          | 19         | %         | 19        | %         | 19        | %         | 19        | %         | 19        | %          | 21         | %          | 21         | %          | 21         |
| -------------------- | -------------------------------------------------------- | ---------- | ---------- | ---------- | ---------- | --------- | --------- | --------- | --------- | --------- | --------- | --------- | --------- | ---------- | ---------- | ---------- | ---------- | ---------- | ---------- |
|                      | SP1/ sp.a2/ SAMENB/ sp.a-GroenC/ Vooruit én GroenD       | 46,831     | 11         | 40,181     | 9          | 45,421    | 10        | 40,011    | 9         | 35,941    | 8         | 25,612    | 6         | 21,94B     | 5          | 18,2C      | 4          | 27,1D      | 6          |
|                      | Agalev1/ Groen!2/ SAMENB/ sp.a-GroenC/ Vooruit én GroenD | -          |            | -          |            | 11,21     | 1         | 10,691    | 1         | 7,411     | 1         | 7,222     | 0         | 21,94B     | 5          | 18,2C      | 4          | 27,1D      | 6          |
|                      | GRAS                                                     | -          |            | 13,91      | 2          | -         |           | -         |           | -         |           | -         |           | -          |            | -          |            | -          |            |
|                      | PVV1 / VLD2/ Open Vld3/ Team 28454                       | 15,761     | 3          | 11,421     | 2          | 21,761    | 4         | 15,232    | 3         | 20,342    | 4         | 23,952    | 5         | 26,693     | 7          | 38,93      | 10         | 17,54      | 3          |
|                      | CVP1/ CD&V-N-VAA/ CD&V2/ N-VA+CD&VA                      | 29,231     | 6          | 28,231     | 6          | 21,621    | 4         | 16,321    | 3         | 11,912    | 2         | 14,03A    | 2         | 9,002      | 1          | 6,92       | 1          | 17,6A      | 4          |
|                      | VU1/ VU&ID2/ CD&V-N-VAA/ N-VA3/ N-VA + CD&VA             | 8,191      | 1          | 6,271      | 0          | -         |           | -         |           | 2,262     | 0         | 14,03A    | 2         | 23,273     | 5          | 19,93      | 4          | 17,6A      | 4          |
|                      | Vlaams Blok1/ Vlaams Belang2                             | -          |            | -          |            | -         |           | 17,751    | 3         | 22,141    | 4         | 29,192    | 6         | 14,122     | 3          | 10,62      | 2          | 15,62      | 3          |
|                      | Burgerbelangen Niel                                      | -          |            | -          |            | -         |           | -         |           | -         |           | -         |           | -          |            | -          |            | 22,1       | 5          |
|                      | Rood!1 / Niel Vooruit2                                   | -          |            | -          |            | -         |           | -         |           | -         |           | -         |           | 4,991      | 0          | 5,52       | 0          | -          |            |
| Totaal stemmen       | Totaal stemmen                                           | 6878       | 6878       | 6410       | 6410       | 6071      | 6071      | 5751      | 5751      | 6043      | 6043      | 6348      | 6348      | 6507       | 6507       | 7041       | 7041       | 4593       | 4593       |
| Opkomst %            | Opkomst %                                                |            |            |            |            | 93,91     | 93,91     | 91,37     | 91,37     | 91,16     | 91,16     | 93,23     | 93,23     | 90,74      | 90,74      | 92,0       | 92,0       | 58,2       | 58,2       |
| Blanco en ongeldig % | Blanco en ongeldig %                                     | 3,75       | 3,75       | 3,4        | 3,4        | 4,69      | 4,69      | 5,69      | 5,69      | 4,24      | 4,24      | 4,08      | 4,08      | 3,89       | 3,89       | 3,5        | 3,5        | 0,9        | 0,9        |

Het aantal zetels van de gevormde meerderheid wordt in het vet weergegeven. De grootste partij is in kleur.

## Cultuur

### Evenementen
- Nielse jaarmarkt met een internationale veldrit
- Niel in 't Wiel
- Niel Plage

## Mobiliteit
Het Station van Niel is gelegen aan spoorlijn 52, die loopt van Dendermonde naar Antwerpen.
Door Niel loopt ook de N148 van Antwerpen naar Boom. In Niel heet deze Antwerpsestraat, verderop Boomsestraat.

## Sport

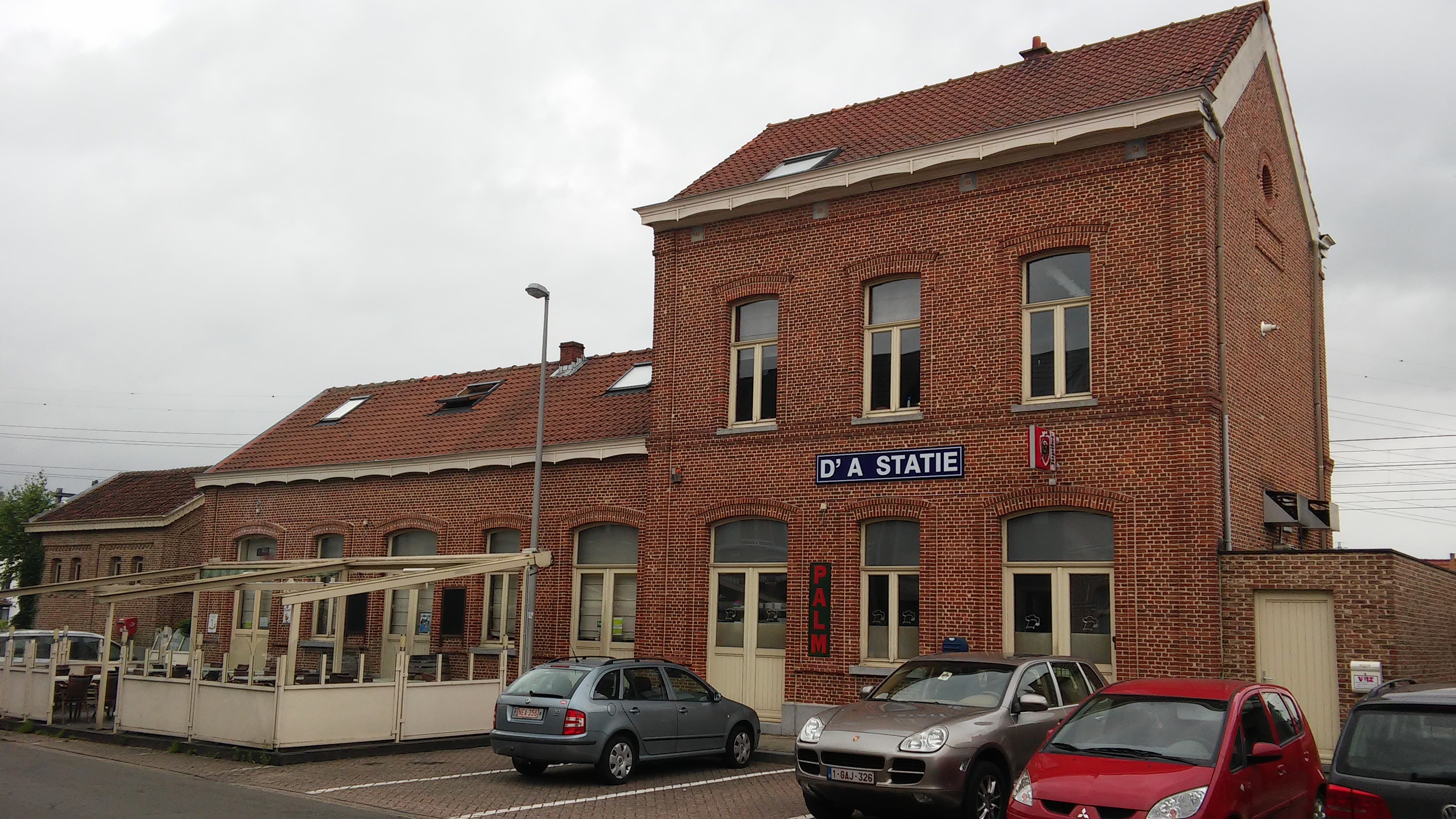
Station Niel

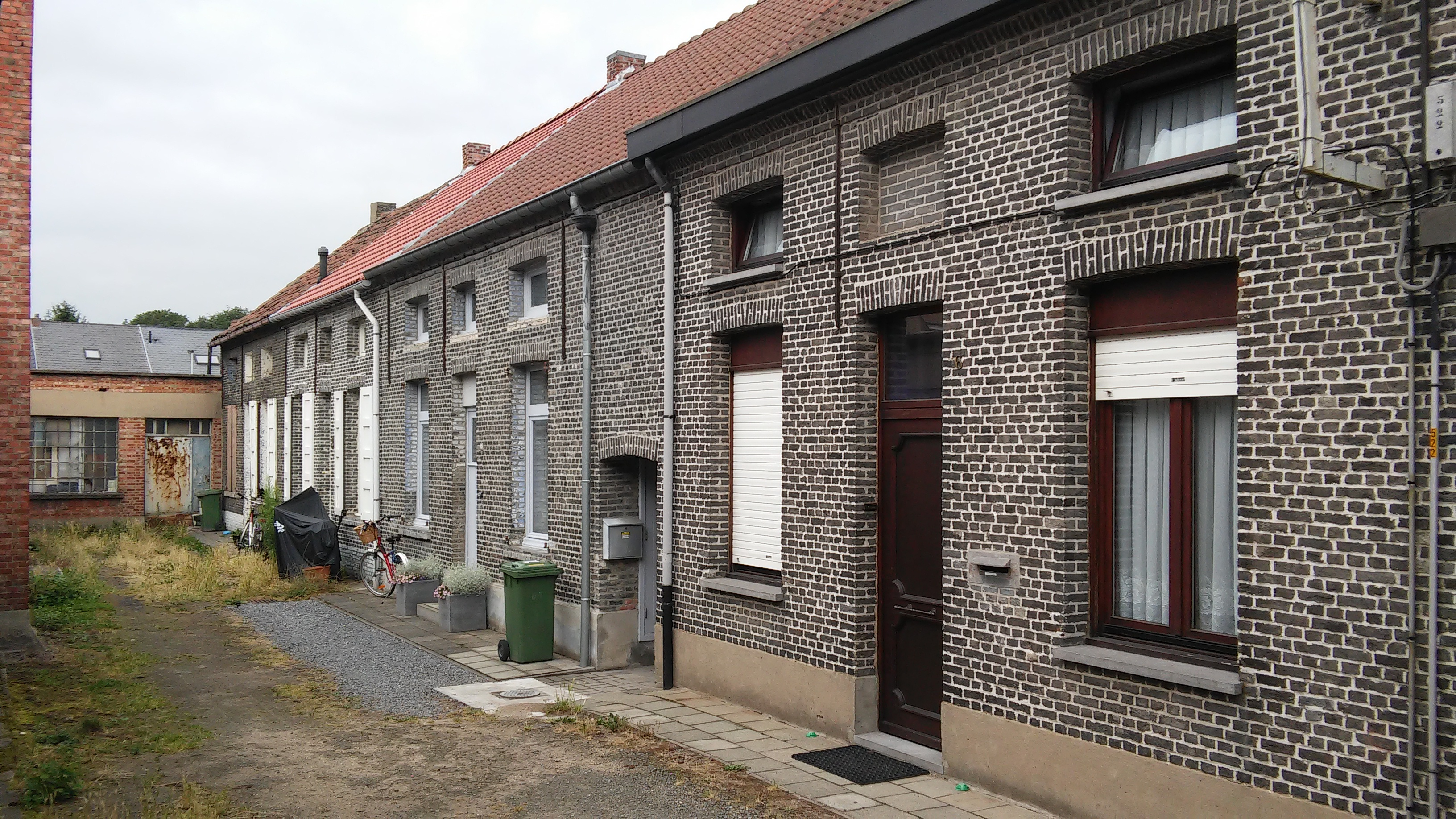
Arbeiderswoningen aan de Nieuw Begijnhof

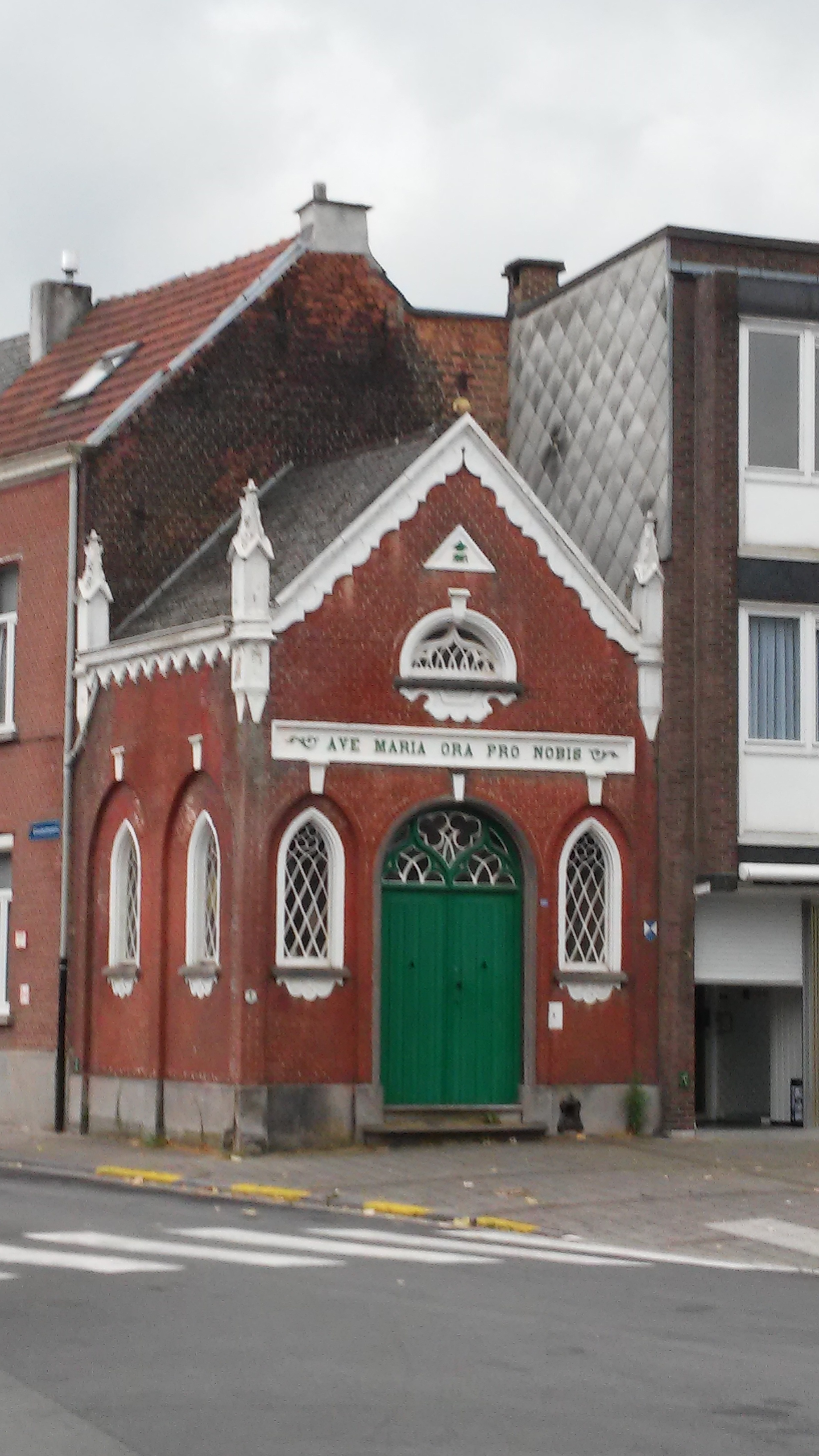
Onze-Lieve-Vrouwekapel

### Evenementen
- Jaarmarktcross Niel

### Clubs
- Chiro Hiro jongens- en meisjeschiro
- Nielse Biljart Artistiek, Biljartclub waar onder andere Eric Daelman, wereldkampioen kunststoten 2009, bij is aangesloten.
- Koninklijke Nielse Rupelsneppen, kajakclub van onder andere Theo Claessens, deelnemer aan de Olympische Spelen van Montreal 1976 en Moskou 1980.
- Volley Niel, volleybalclub die uitkomt in de 3de provinciale reeks Antwerpen van de Vlaamse Volleybalbond (VVB)
- Sora Sen, karate-club
- BBC Coveco Niel, Basketbalclub die uitkomt in de 2de provinciale reeks Antwerpen van de Koninklijke Belgische Basketbalbond (KBBB)
- VGL Niel, turnvereniging
- De Pedaal, wielerclub
- SV Nielse, Voetbalclub
- TTC Rupel (Tafeltennisclub die uitkomt in de 1ste provinciale reeks Antwerpen van de Vlaamse tafeltennisliga)
- Scouts Hellegat 37 ste Don Bosco
- Petanque Club Niel / PC Niel

## Trivia
In 2014 won Niel de quiz De Slimste Gemeente van VIER. De finale ging tegen Roosdaal en Lennik. Het winnende team bestond uit burgemeester Tom De Vries en inwoners Marijke Brits en Joost Claessens. Dankzij de overwinning kregen de inwoners een groot frietfeest.

## Bekende personen uit Niel
Bekende personen die geboren zijn of woonachtig zijn of waren in Niel of een andere significante band met de gemeente hebben:
- Edward Claessens (1885-1945), politicus
- Louis Boeckx (1886-1963), politicus
- Hubert Coeck (1871-1944), kunstschilder
- Emile Dewitt (1880-1934), politicus
- Pieter De Somer (1917-1985), rector van de Katholieke Universiteit Leuven
- Jan Debrouwere (1926-2009), politicus
- Jeanne Adriaensens (1928-2017), politica
- Jan Decleir (1946), acteur
- Rita Ray (1947-2018), zangeres
- Rudi Kennes (1959), syndicalist en politicus
- Luc Morjaeu (1960), striptekenaar (o.a. Suske en Wiske)
- Eric Daelman (1961), wereldkampioen kunststoten 2009
- Roger Ilegems (1962), wielrenner

## Nabijgelegen kernen
Schelle, Hellegat